# Heidebronsgroefbij
De heidebronsgroefbij (Halictus confusus) is een vliesvleugelig insect uit de familie Halictidae. De wetenschappelijke naam van de soort is voor het eerst geldig gepubliceerd in 1853 door Smith.